# Формула Лейбница (производной интеграла с параметром)
Формулой Лейбница в интегральном исчислении называется правило дифференцирования под знаком интеграла, зависящего от параметра, пределы которого зависят от переменной дифференцирования. Формула названа в честь немецкого математика Готфрида Лейбница.

## Формулировка
Пусть функция {\displaystyle f(x,\;y)} непрерывна вместе со своей первой производной {\displaystyle {\partial f(x,\;y) \over \partial y}} на прямоугольнике {\displaystyle [\alpha ,\;\beta ]\times [c,\;d]} (отрезок {\displaystyle [\alpha ,\;\beta ]} включает в себя множества значений {\displaystyle a(y),\;b(y)}, a функции {\displaystyle a(y),\;b(y)} дифференцируемы на {\displaystyle [c,\;d]}). Тогда интеграл {\displaystyle I(y)=\int \limits _{a(y)}^{b(y)}f(x,\;y)\,dx} дифференцируем по {\displaystyle y} на {\displaystyle [c,\;d]} и справедливо равенство
{\displaystyle {\frac {d}{dy}}I(y)={\frac {d}{dy}}\int _{a(y)}^{b(y)}f(x,y)\,dx=f{\big (}b(y),y{\big )}\cdot {\frac {d}{dy}}b(y)-f{\big (}a(y),y{\big )}\cdot {\frac {d}{dy}}a(y)+\int _{a(y)}^{b(y)}{\frac {\partial }{\partial y}}f(x,y)\,dx.}